# بوشيني بورمي
بوشيني بورمي (الاسم العلمي: Puccinia burmanica) هو نوع من الفطريات يتبع جنس البوشيني من فصيلة البوشينية.